# Lori žlutoskvrnný
Lori žlutoskvrnný (Trichoglossus chlorolepidotus) je druh papouška žijící ve východní Austrálii.
Vyskytuje se v tropických lesích i na vřesovištích či v parcích a zahradách.
Většinu těla pokrývá zelené peří, které je na ramenou, hrudi a v zátylku doplněné o žluté skvrny připomínající šupiny. Zobák je červený stejně jako spodní strana křídel. Čelo je zbarveno do modra (resp. nádech do modra).
Živí se zejména nektarem a pylem z rostlin, které shánějí i na delší vzdálenost.
Dosahuje délky 23 cm a váhy v rozpětí 70 až 89 g.
Snáší dvě až tři vejce, která jsou inkubována po dobu asi 25 dní. Mimo dobu hnízdění žije velmi společensky ve velkých hejnech, a to i vícedruhových s dalšími papoušky.
Je řazen mezi málo dotčené taxony.

## Chov v zoo
Lori žlutoskvrnný patří mezi velmi vzácně chované taxony. V červnu 2020 byl chován v pouhých šesti evropských zoo. Kromě jedné německé, dánské, rakouské a britské zoo se jednalo o dvě zoo v Česku:
- Zoo Plzeň
- Zoo Praha

### Chov v Zoo Praha
Chov tohoto druhu v Zoo Praha započal v roce 2010. První odchov, který byl zároveň prvním odchovem v českých zoo, se povedl roku 2012. V roce 2018 bylo odchováno jedno mládě a na konci stejného roku bylo chováno 11 jedinců.
K vidění je v průchozí voliéře papoušků lori u horní stanice lanovky.